# Franz Gerauer (Politiker, 1869)

Franz Gerauer

Franz Gerauer (* 20. Januar 1869 in Hartham; † 29. August 1952 in Rotthalmünster) war ein deutscher Landwirt und Politiker (BVP).

## Leben
Gerauer wurde als Sohn des selbständigen Landwirtes und Landtagsabgeordneten Benedikt Gerauer geboren. Er besuchte die Volksschule in Mittich. Ab 1899 arbeitete er als Landwirt auf dem Gut seiner Eltern in Hartham. 1900 heiratete er. 1906 wurde er Bürgermeister von Mittich. Daneben war Gerauer Mitglied des Distriktausschusses Rotthalmünster-Griesbach. Nach dem Ersten Weltkrieg trat Gerauer in die Bayerische Volkspartei (BVP) ein, für die er von 1920 bis 1932 dem Reichstag in Berlin angehörte. Im Parlament vertrat Gerauer zunächst, von Juni 1920 bis Mai 1924, den Wahlkreis 28 (Niederbayern-Oberpfalz). Von Mai 1924 bis Juli 1932 vertrat er den Wahlkreis 25 (Niederbayern).
Sein Sohn Franz Gerauer war ebenfalls Landwirt und Politiker.

## Auszeichnungen
- 1952: Großes Verdienstkreuz der Bundesrepublik Deutschland
- In Rotthalmünster wurde die Franz-Gerauer-Straße nach Gerauer benannt.[1]